# Grande Prêmio do Brasil de 2012

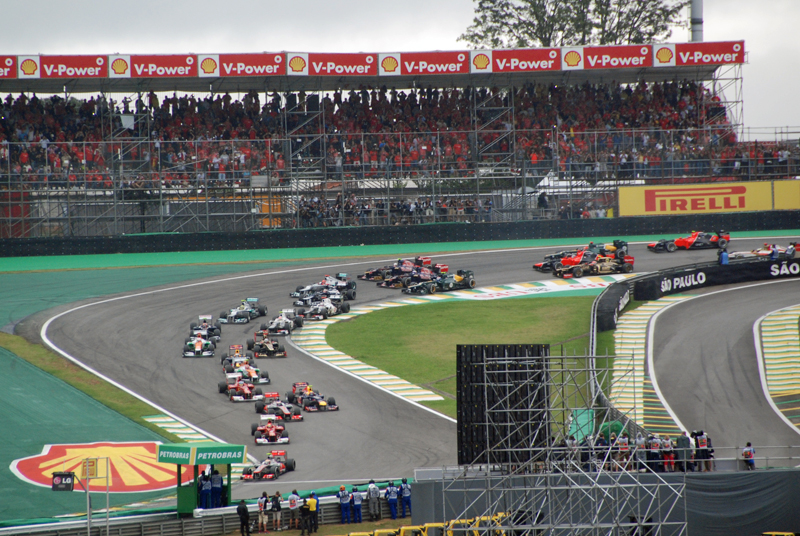
Início da corrida, no domingo.

O Grande Prêmio do Brasil de 2012  (formalmente conhecido como Formula 1 Grande Prêmio Petrobras do Brasil 2012) foi a vigésima e última corrida da temporada de 2012 da Fórmula 1. A prova foi disputada no dia 25 de novembro no Autódromo José Carlos Pace, São Paulo, Brasil e teve como vencedor o inglês Jenson Button.Foi a terceira vez na história da Fórmula 1 que a corrida é finalizada com o safety car na pista - além do Grande Prêmio do Canadá de 1999 e do Grande Prêmio da Austrália de 2009 - após o acidente de Paul di Resta na volta 68. Sebastian Vettel terminou a sexta posição e conquista o tricampeonato mundial de Fórmula 1.
De acordo com estatísticas da Pirelli, fornecedora de pneus, a prova teve o maior número de ultrapassagens da temporada, com um total de 147. Foi também a corrida com chuva com mais ultrapassagens em toda a história da Fórmula 1.

## Resultados

### Treino Classificatório
| Pos.                     | No. | Piloto             | Construtor           | Q1       | Q2       | Q3       | Grid |
| ------------------------ | --- | ------------------ | -------------------- | -------- | -------- | -------- | ---- |
| 1                        | 4   | Lewis Hamilton     | McLaren-Mercedes     | 1:15.075 | 1:13.398 | 1:12.458 | 1    |
| 2                        | 3   | Jenson Button      | McLaren-Mercedes     | 1:15.456 | 1:13.515 | 1:12.513 | 2    |
| 3                        | 2   | Mark Webber        | Red Bull-Renault     | 1:12.513 | 1:13.667 | 1:12.581 | 3    |
| 4                        | 1   | Sebastian Vettel   | Red Bull-Renault     | 1:15.644 | 1:13.209 | 1:12.760 | 4    |
| 5                        | 6   | Felipe Massa       | Ferrari              | 1:16.263 | 1:14.048 | 1:12.987 | 5    |
| 6                        | 18  | Pastor Maldonado   | Williams-Renault     | 1:16.266 | 1:13.698 | 1:13.174 | 161  |
| 7                        | 12  | Nico Hülkenberg    | Force India-Mercedes | 1:15.536 | 1:13.704 | 1:13.206 | 6    |
| 8                        | 5   | Fernando Alonso    | Ferrari              | 1:16.097 | 1:13.856 | 1:13.253 | 7    |
| 9                        | 9   | Kimi Räikkönen     | Lotus-Renault        | 1:16.432 | 1:13.698 | 1:13.298 | 8    |
| 10                       | 8   | Nico Rosberg       | Mercedes             | 1:15.929 | 1:13.848 | 1:13.489 | 9    |
| 11                       | 11  | Paul di Resta      | Force India-Mercedes | 1:15.901 | 1:14.121 |          | 10   |
| 12                       | 19  | Bruno Senna        | Williams-Renault     | 1:15.333 | 1:14.219 |          | 11   |
| 13                       | 15  | Sergio Pérez       | Sauber-Ferrari       | 1:15.974 | 1:14.234 |          | 12   |
| 14                       | 7   | Michael Schumacher | Mercedes             | 1:16.005 | 1:14.334 |          | 13   |
| 15                       | 14  | Kamui Kobayashi    | Sauber-Ferrari       | 1:16.400 | 1:14.380 |          | 14   |
| 16                       | 16  | Daniel Ricciardo   | Toro Rosso-Ferrari   | 1:16.744 | 1:14.574 |          | 15   |
| 17                       | 17  | Jean-Éric Vergne   | Toro Rosso-Ferrari   | 1:16.722 | 1:14.619 |          | 17   |
| 18                       | 10  | Romain Grosjean    | Lotus-Renault        | 1:16.967 |          |          | 18   |
| 19                       | 21  | Vitaly Petrov      | Caterham-Renault     | 1:17.073 |          |          | 19   |
| 20                       | 20  | Heikki Kovalainen  | Caterham-Renault     | 1:17.086 |          |          | 20   |
| 21                       | 24  | Timo Glock         | Marussia-Cosworth    | 1:17.508 |          |          | 21   |
| 22                       | 25  | Charles Pic        | Marussia-Cosworth    | 1:18.104 |          |          | 22   |
| 23                       | 22  | Narain Karthikeyan | HRT-Cosworth         | 1:19.576 |          |          | 23   |
| 24                       | 23  | Pedro de la Rosa   | HRT-Cosworth         | 1:19.699 |          |          | 24   |
| Tempo dos 107%: 1:20.330 |     |                    |                      |          |          |          |      |
| Fonte:                   |     |                    |                      |          |          |          |      |

Notas
- ↑1  — Pastor Maldonado perdeu 10 posições no grid depois de perder uma chamada para a pesagem, e recebendo assim a sua terceira repreensão da temporada.

### Corrida
| Pos    | Nº | Piloto             | Construtor              | Voltas | Tempo/Aban. | Grid | Pontos |
| ------ | -- | ------------------ | ----------------------- | ------ | ----------- | ---- | ------ |
| 1      | 3  | Jenson Button      | McLaren-Mercedes        | 71     | 1:45:22.656 | 2    | 25     |
| 2      | 5  | Fernando Alonso    | Ferrari                 | 71     | +2.7 s      | 7    | 18     |
| 3      | 6  | Felipe Massa       | Ferrari                 | 71     | +3.6 s      | 5    | 15     |
| 4      | 2  | Mark Webber        | Red Bull Racing-Renault | 71     | +4.9 s      | 3    | 12     |
| 5      | 12 | Nico Hulkenberg    | Force India-Mercedes    | 71     | +5.7 s      | 6    | 10     |
| 6      | 1  | Sebastian Vettel   | Red Bull Racing-Renault | 71     | +9.4 s      | 4    | 8      |
| 7      | 7  | Michael Schumacher | Mercedes                | 71     | +11.9 s     | 13   | 6      |
| 8      | 17 | Jean-Éric Vergne   | Toro Rosso-Ferrari      | 71     | +28.6 s     | 17   | 4      |
| 9      | 14 | Kamui Kobayashi    | Sauber-Ferrari          | 71     | +31.2 s     | 14   | 2      |
| 10     | 9  | Kimi Raikkonen     | Lotus-Renault           | 70     | +1 volta    | 8    | 1      |
| 11     | 21 | Vitaly Petrov      | Caterham-Renault        | 70     | +1 volta    | 19   |        |
| 12     | 25 | Charles Pic        | Marussia-Cosworth       | 70     | +1 volta    | 22   |        |
| 13     | 16 | Daniel Ricciardo   | Toro Rosso-Ferrari      | 70     | +1 volta    | 15   |        |
| 14     | 20 | Heikki Kovalainen  | Caterham-Renault        | 70     | +1 volta    | 20   |        |
| 15     | 8  | Nico Rosberg       | Mercedes                | 70     | +1 volta    | 9    |        |
| 16     | 24 | Timo Glock         | Marussia-Cosworth       | 70     | +1 volta    | 21   |        |
| 17     | 22 | Pedro de la Rosa   | Hispania-Cosworth       | 69     | +2 voltas   | 24   |        |
| 18     | 23 | Narain Karthikeyan | Hispania-Cosworth       | 69     | +2 voltas   | 23   |        |
| 19     | 11 | Paul di Resta      | Force India-Mercedes    | 68     | Acidente    | 10   |        |
| Ret    | 4  | Lewis Hamilton     | McLaren-Mercedes        | 54     | Acidente    | 1    |        |
| Ret    | 10 | Romain Grosjean    | Lotus-Renault           | 5      | Acidente    | 18   |        |
| Ret    | 18 | Pastor Maldonado   | Williams-Renault        | 1      | Acidente    | 16   |        |
| Ret    | 19 | Bruno Senna        | Williams-Renault        | 0      | Acidente    | 11   |        |
| Ret    | 15 | Sergio Pérez       | Sauber-Ferrari          | 0      | Acidente    | 12   |        |
| Fonte: |    |                    |                         |        |             |      |        |

## Curiosidade
- Commons

- Última corrida de Michael Schumacher, Pedro de la Rosa, Narain Karthikeyan, Bruno Senna, Vitaly Petrov e Timo Glock
- Última pole position, volta mais rápida e corrida de Lewis Hamilton pela McLaren e última vitória da McLaren até o Grande Prêmio da Itália de 2021.
- Última corrida da HRT.
- Última corrida de Sergio Perez pela Sauber.
- Última corrida de Kamui Kobayashi até o GP da Austrália de 2014.
- Última vitória de Jenson Button.